# Les Trois Chapeaux claques (téléfilm)
Les Trois Chapeaux claques est un téléfilm français réalisé par Jean-Pierre Marchand, à partir d'une coadaptation française d'Hélène Duc, José Estrada et Miguel Mihura, diffusé le 26 juin 1962.
Le téléfilm fait suite à l'adaptation en français de la pièce de Mihura réalisée par Hélène Duc et José Estrada en 1959.

## Distribution
- Jean-Pierre Moulin : Don Dionoso
- Olivier Hussenot : Don Rosario
- Françoise Dorléac : Paula
- Marcel Bozzuffi : Buby
- Laurence Badie : Fanny
- Bérangère Vattier : Sagra
- Pascal Mazzotti : l'odieux personnage
- Evelyne Istria : Trudy
- Jean Galland : le militaire en retraite
- Jenny Orléans : Mme Olga
- Jean Marchat : Don Sacramento
- Jacques Charet : l'amoureux
- Raymond Jourdan : le chasseur
- Roger Trapp : le joli garçon